# ماری الیس
ماری الیس (انگلیسی: Mary Ellis؛ ‎۱۵ ژوئن ۱۸۹۷ – ۳۰ ژانویهٔ ۲۰۰۳) هنرپیشه، خوانندهٔ رادیو، تلویزیون و فیلم، خواننده اپرا، و بازیگر تئاتر اهل ایالات متحده آمریکا بود. او برای نقش‌هایش در تئاتر موزیکال آثار آیوور نوولو شناخته شده‌است.
از فیلم‌هایی که او در آن به ایفای نقش پرداخت می‌توان به جعبه جادویی (۱۹۵۱) اشاره کرد.
او دو بار در سریال تلویزیونی شرلوک هلمز در ۱۹۹۳ میلادی و سپس در ۱۹۹۴ میلادی ظاهر شد.